# Castiglion Fiorentino
Castiglion Fiorentino (prononciation : [kastiʎˈʎoɱ fjorenˈtiːno]) est une commune de la province d'Arezzo dans la région Toscane en Italie.

## Géographie
La commune est située dans le Val di Chiana.

## Histoire
La commune est habitée dès la préhistoire. Elle devient, sous la période étrusque, au VIe siècle av. J.-C., un carrefour entre les villes d'Arezzo et de Cortone.
Le peintre Giovanni Domenico Ferretti réalisa pour la commune L'Extase de sainte Catherine de Sienne et de sainte Thérèse d'Avila entre 1720 et 1725. Ce tableau est conservé à la Pinacothèque communale.

## Culture
Un musée communal, situé dans le Palazzo Pretorio, comporte des pièces archéologique.
La pinacothèque communale, situé dans l'ancienne église Sant'Angelo.
- Crucifix peint (Castiglion Fiorentino)

### Patrimoine
Elle possède des fortifications, et une tour de forteresse. On peut en trouver plusieurs dans le Val di Chiana, dans lequel elle est située.
Les Loges de Vasari (italien : Logge del Vasari) datent de 1513.
Le Palazzo Pretorio (1412), abrite la bibliothèque communale et le musée archéologique.
Le Palais Communal date du XIVe siècle, pendant la domination de Pérouse.
L'ancienne église Sant'Angelo, qui abrite La pinacothèque communale.
La frazione de Montecchio Vesponi (it) est également fortifiée.

### Sport
- Trofeo Menci Spa

## Personnalités
- Roberto Benigni : acteur et réalisateur né dans la commune.

## Administration
| Période                                  | Période  | Identité      | Étiquette          | Qualité |
| ---------------------------------------- | -------- | ------------- | ------------------ | ------- |
| 26 mai 2014                              | En cours | Mario Agnelli | Libera Castiglioni |         |
| Les données manquantes sont à compléter. |          |               |                    |         |

### Hameaux
Brolio, Castroncello, Cozzano, Mammi, Manciano La Misericordia, Montecchio Vesponi, La Nave, Noceta, Orzale, Pergognano, Petreto, Pieve di Chio, Pievuccia, Ranchetto, Ristonchia, Santa Cristina, Santa Lucia, Santa Margherita.

## Économie
- Menci Group

### Communes limitrophes
Arezzo, Cortona, Foiano della Chiana, Marciano della Chiana

## Jumelages
- Ronda (Espagne)
- La Charité-sur-Loire (France)